# Saint-Georges-des-Gardes
Saint-Georges-des-Gardes korábbi község Franciaország Loire mente régiójában, Maine-et-Loire megyében. 2015. december 15-én tizenegy másik korábbi községgel egyesült és Chemillé-en-Anjou új község része lett.
Lakosainak száma 1563 fő (2018. január 1.). Saint-Georges-des-Gardes La Chapelle-Rousselin, La Tourlandry, Trémentines, Chemillé-Melay, Chemillé és Melay községekkel határos.

## Népesség
A település népessége az elmúlt években az alábbi módon változott:
| Lakosok száma | 1181 | 827  | 1284 | 1497 | 1448 | 1593 | 1601 | 1616 | 1539 | 1563 |
|               | 1962 | 1968 | 1982 | 1990 | 1999 | 2008 | 2011 | 2013 | 2017 | 2018 |